# 利本堡
利本堡（德語：Liebenburg，發音：[ˈliːbn̩bʊʁk]）是德国下萨克森州戈斯拉尔县的市镇，面积78.51平方千米，2023年12月31日人口为7,653人。